# Blizanci (Kratovo)
Blizanci (macedónul: Близанци) település Észak-Macedóniában, a Északkeleti körzetben, Kratovo községben.

## Népesség
| Lakosok száma | 62   | 71   | 57   | 42   | 17   | 12   | 9    | 6    | 3    |
|               | 1948 | 1953 | 1961 | 1971 | 1981 | 1991 | 1994 | 2002 | 2021 |

- 2002-ben 6 lakosa volt, akik mindannyian macedónok.